# كاديلاك
كاديلاك (بالإنجليزية: Cadillac) هي شركة تابعة لمجموعة سيارات لاكسوري والمالك لها شركة جنرال موتورز. يتم بيعها رسميا في أكثر من 50 بلدا وإقليم، ومن أكثر مبيعاتيها كانت في الولايات المتحدة الأميركية وكندا. أصبحت هذه السيارات مشابها لكلمة «الجودة العالية» لاحتلالها تقريبا المرتبة الأولى في الجودة، في خارج أمريكا الشمالية تستعمل هناك أصناف أخرى من السيارات منها رولز-رويز.

## التأسيس
تم تأسيس الشركة من بقايا شركة هنري فورد عندما قام هنري فورد بمغادرة الشركة مع عدة من شركائه الرئيسين لتصفية أصول الشركة، وكانوا مساندون فورد الذين ساندوه بالمال هم وليام ميرفي وليمويل براون وكانوا قد دعوا إلى المهندس هنري إم ليلاند لتقدير سعر الأجهزة وكل شيء ولكن بدلا من ذلك أقنعهم ليلاند لمواصلة عمل السيارات باستخدام محرك إسطوانة ليلاند المثبت. عندما غادر هنري فورد تطلبت الشركة اسم جديد، وفي (22 أغسطس عام 1902) أعيد تسيمت الشركة تحت اسم شركة سيارات كاديلاك.
سيارة كاديلاك سميت على اسم مستكشف القرن السابع عشر هو أنتوين لوميت دي لا موث سير دي كاديلاك التي أسست ديترويت في عام 1701.

## سيارات كاديلاك
- كاديلاك فليتوود
- كاديلاك CTS V كوبيه 2011
- كاديلاك CTS كوبيه 2011
- كاديلاك CTS V الماسة السوداء 2011
- كاديلاك CTS 2012
- كاديلاك SRX 2012
- كاديلاك اسكاليد
- كاديلاك CTS V 2012
- كاديلاك XTS 2013
- كاديلاك اسكاليد EXT 2013
- كاديلاك ATS 2013
- كاديلاك 16

## وصلات خارجية
- تقارير سيارات كاديلاك